# Valentina Gunina
Valentina Evgenyevna Gunina (em russo:  Валентина Евгеньевна Гунина; nasceu em 4 de fevereiro de 1989 em Murmansque) é uma grande mestre de xadrez.
Valentina tornou-se grande mestre feminina de xadrez em 2010 e grande mestre de xadrez em 2013.
Ela venceu por duas vezes o campeonato europeu de xadrez feminino (2012 e 2014) e por três vezes o campeonato russo (2011, 2013, 2014).
Foi campeã mundial feminina de xadrez blitz em 2012.